# فابيو ميريتي
فابيو ميريتي (بالإنجليزية:  Fabio Miretti)‏ هو لاعب كرة قدم إيطالي يلعب كلاعب وسط مهاجم في الدوري الإيطالي مع نادي يوفنتوس.

## روابط خارجية
- فابيو ميريتي  على سكروي